# Bassamuka
Diomandé Mamadou, dit Bassamuka, né le 16 février 1982 à Yamoussoukro, est un comédien, acteur, chanteur de reggae et organisateur culturel ivoirien. Originaire de Touba, dans la région du Bafing, il est actif dans les domaines du théâtre, du cinéma et de la musique depuis la fin des années 1990.

## Biographie
Après avoir interrompu ses études secondaires en 1997 à Abidjan, Bassamuka débute une activité de ferronnier à Yopougon, dans le quartier Andokoi. La même année, il est repéré par l’humoriste ivoirien Gbi de Fer lors d'une compétition de théâtre scolaire. Ce dernier l’invite à rejoindre la troupe Djély Théâtre d’Abidjan, dans laquelle il se forme au jeu d’acteur,.
En 2000, il abandonne définitivement la ferronnerie pour se consacrer à sa carrière artistique. Il participe à plusieurs émissions de la RTI, notamment Dimanche Passion animée par Barthélémy Inabo (1997–2006), ainsi qu’à des albums audio de la troupe Djély Théâtre : Ritozéclat, Face à face Bédié-Gbagbo, Le conseiller du Président, Les rumeurs d’Abidjan, Les assaillants.
Il est par la suite acteur dans plusieurs productions cinématographiques et télévisuelles, et oriente sa carrière vers la musique reggae, influencé par Fadal Dey, Hamed Farras et Moses Doumbia, fils du pionnier ivoirien Mamadou Doumbia.

## Carrière musicale
En 2010, il sort le single engagé Langage de vérité, dans un contexte politique tendu à la veille de la Crise ivoirienne de 2010-2011. En 2013, il publie son premier album reggae intitulé La Boussole.
Pour accompagner sa carrière musicale, il fonde le groupe Jahmana Band, avec lequel il se produit régulièrement en concert. En 2019, il adapte en reggae la chanson culte Sweet Mother de Prince Nico Mbarga. En 2023, il sort le single Tchatcho, dénonçant les méfaits de la dépigmentation volontaire,,,.

## Théâtre
Bassamuka prend part à de nombreuses productions théâtrales en Côte d’Ivoire. Il a notamment joué dans Monsieur Thôgô-Gnini (2023) sous la direction de Vagba Obou Desales, J’ordonne que le temps s’arrête (2022) mis en scène par Loua Diomandé, Au cœur du pouvoir (2016) et Le trône rouge (2005), deux œuvres dirigées par Kouya Gnépa, ainsi que Attentat au Paradis (1997) mis en scène par Elvis Djangoné. Parallèlement à sa carrière théâtrale, il a également exercé en tant que directeur artistique adjoint de l’émission Bonjour sur RTI1 en 2019 et 2021,.

## Cinéma
Bassamuka s’illustre également au cinéma, avec des apparitions remarquées dans plusieurs longs métrages ivoiriens et productions panafricaines. Il figure notamment dans Rêves prémonitoires (2022) de Koné Kobla, La nuit des rois (2021) et Run (2013) réalisés par Philippe Lacôte, Le Djassa a pris feu (2009) de Lonesome Solo, Scandale dans la famille (2008) et Rouge et noire (2005) signés Arantess de Bonalii, ainsi que Les assaillants (2001) et Les aventures du Pasteur Gbi (2000), deux œuvres de Lucky Tapero.

## Engagement social
En 2021, Bassamuka fonde l'ONG Sini Yélen, engagée dans l'éveil culturel et citoyen. À travers son œuvre artistique et ses actions associatives, il milite pour une société plus juste et sensibilise sur des sujets sociétaux comme la cohésion sociale, la dépigmentation ou l’engagement politique.

## Concerts et Festivals
Depuis 2014, Bassamuka est une figure active sur les scènes musicales et dans les festivals, tant en Côte d’Ivoire qu’à l’international. Fondateur et commissaire général du Yop Reggae Festival depuis 2016, il participe également à des événements majeurs tels que le Reggae City Festival à Ouagadougou, le Mouhoun Festival à Dédougou, ainsi que le Bouaké Reggae JAM, le Gbêkê Reggae Festival et l’Azk Festival. Cette dynamique s’est notamment illustrée par l’organisation, en 2014, de la caravane musicale Bassamuka Tour.

## Discographie
- 2010 : Langage de vérité (single)
- 2013 : La Boussole (album)[13]
- 2019 : Sweet Mother (single)
- 2023 : Tchatcho (single)